# Waleri Sarawa
Waleri Sarawa (ur. 16 stycznia 1978) – gruziński sztangista reprezentujący wcześniej Rosję, a później Australię. Medalista mistrzostw Europy do lat 16 (1994) oraz Igrzysk Wspólnoty Narodów (2006). Olimpijczyk (2000).

## Życiorys
W 1994, startując w barwach Rosji, zdobył srebrny medal mistrzostw Europy do lat 16 w kategorii wagowej powyżej 76 kilogramów.
Od 1995 do 2000 roku na arenie międzynarodowej reprezentował Gruzję. Dwukrotnie brał udział w mistrzostwach świata juniorów: w 1995 zajął 10. miejsce w kategorii wagowej do 91 kg, a trzy lata później w kategorii do 105 kg uplasował się na 4. lokacie. W 1998 wystartował też w mistrzostwach Europy juniorów zajmując 4. pozycję w kategorii do 105 kg.
W rywalizacji seniorskiej wystąpił po razie na mistrzostwach świata (1999 – do 105 kg) i mistrzostwach Europy (1996 – do 91 kg), w obu przypadkach nie kończąc rywalizacji w dwuboju. W 2000 wystartował w letnich igrzyskach olimpijskich, plasując się w kategorii powyżej 105 kg na 16. miejscu.
Po igrzyskach dwukrotnie powracał do Gruzji, a następnie ponownie przylatywał do Australii. Ostatecznie w marcu 2005 roku otrzymał australijskie obywatelstwo. W barwach tego kraju zdobył srebrny medal Igrzysk Wspólnoty Narodów 2006 w kategorii do 105 kg.